# كيرك جونسون (عالم)
كيرك جونسون «بالإنجليزية: Kirk Johnson» (من مواليد عام 1960) هو عالم أمريكي، ومؤلف، ومنسق، ومدير متحف، ويشغل حاليا منصب مدير المتحف الوطني للتاريخ الطبيعي في سميثسونيان. الدكتور جونسون هو المضيف لسلسلة PBS Nova، «صناعة أمريكا الشمالية»، وهي سلسلة حلقات من ثلاثة أجزاء تصف تشكيل أمريكا الشمالية، والتي تم بثها في 4 و11 و18 نوفمبر 2015.

## النشأة والتعليم
ولد جونسون في عام 1960 ونشأ في سياتل، واشنطن. التحق بكلية أمهرست في مرحلة البكالوريوس، حيث حصل على درجة البكالوريوس في الجيولوجيا والفنون الجميلة. ثم التحق بجامعة بنسلفانيا، وحصل على درجة الماجستير في الجيولوجيا وعلم النباتات القديمة. حصل على درجة الدكتوراة في الجيولوجيا وعلم النباتات القديمة من جامعة ييل في عام 1989. أثناء دراسته الجامعية في عام 1987، اكتشف نوعًا منقرضًا من أوراق الزيزفون، والتي سميت تليا جونسوني على شرفه. وشملت أبحاثه ما بعد الدكتوراة البحث الميداني في الغابات المطيرة في شمال أستراليا، في حين كان بمثابة الباحث ما بعد الدكتوراة في قسم علم النبات في جامعة أديلايد.

## الحياة المهنية
من عام 1991 إلى عام 2012م، عمل جونسون في متحف دنفر للطبيعة والعلوم، أولًا كعالم رائد، ثم كبير أمناء المعرض ونائب رئيس الأبحاث والمجموعات. في عام 2010م، قاد حفريات استمرت تسعة أشهر لآلاف من عظام حيوانات العصر الجليدي بما في ذلك الماموث والمستودون، في قرية سنوماس بولاية كولورادو. في عام 2012م، تم اختياره لقيادة المتحف الوطني للتاريخ الطبيعي في واشنطن العاصمة، وهو أحد المتاحف التابعة لمؤسسة سميثسونيان الأكثر شهرة وأحد أشهر متاحفها في ناشونال مول.

## كتب مختارة
- حفر موقع سنوماستدون. "Digging Snowmastodon": اكتشاف عالم العصر الجليدي في جبال روكي كولورادو (2012)
- «كروزن» الطريق الأحفوري السريع. " Cruisin 'the Fossil Freeway": حكاية عصر لعالم وفنان في رحلة طريق باليو الممتدة على مدى خمسة آلاف ميل (2007)
- رحلة ما قبل التاريخ: تاريخ الحياة على الأرض (2006).ISBN 1555915531
- الدنماركيون القدماء: مشاهد من الـ 300 مليون سنة الماضية من سلسلة جبال كولورادو (2005)

## وصلات خارجية
- Dr. Johnson's Twitter page @leafdoctor
- Smithsonian Bio with contact information
- Staff Biography: Kirk Johnson, Smithsonian Institution